# Anarchy (jeu vidéo, 1990)
Pour les articles homonymes, voir Anarchy.
Anarchy est un jeu vidéo de type shoot them up sorti en 1990 sur Amiga et Atari ST. Le jeu a été développé par WJS Design et édité par Psygnosis (sous le label Psyclapse).

## Équipe de développement
- Concept original : Wayne Smithson
- Programmation : Wayne Smithson
- Graphismes : Kevin Oxland, Christopher T. Warren
- Bande-son : Ray Norrish
- Illustration : Melvyn Grant